# Ethel Ward Petersen
Ethel Ward Petersen (Gentofte, 6 agosto 1942) è una nuotatrice danese.
Specializzata nel dorso, ha partecipato ai Giochi di Roma 1960, gareggiando nei 100m dorso.
È la sorella dell'anch'essa nuotatrice olimpica Eileen Ward Petersen.